# Tourves
Tourves (okzitanisch Torvas) ist eine französische Gemeinde mit 5.220 Einwohnern (Stand 1. Januar 2022) im Département Var in der Region Provence-Alpes-Côte d’Azur. Sie gehört zum Kanton Brignoles im gleichnamigen Arrondissement.

## Geografie
Tourves liegt in der weiten, landwirtschaftlich genutzten Ebene des Caramytals am Fuß des 546 m hohen Piégros, einem der letzten Ausläufer des Massif de la Sainte-Baume, das sich im Süden erhebt. Von hier fließt der Caramy durch eine Schlucht mit Grotten und Karsthöhlen ins Tal. Im Osten der Gemeinde befindet sich eine von mehreren Teichen durchzogene Ebene, die sich über eine Fläche von drei Hektar erstreckt und von zahlreichen Quellen gespeist wird. Teile des Gemeindegebietes gehören zum Regionalen Naturpark Sainte-Baume.
Die Esplanade des Château de Valbelle ist als Site Inscrit geschützt. Vom Gipfel des Saint-Probace aus bietet sich ein breites Panorama über die Gemeinde und das Caramytal.

## Geschichte
Die Stadt geht auf das spätantike Ad Turrem zurück, eine befestigte Siedlung in der kelto-ligurischen Zeit, in der Spätantike der Tabula Peutingeriana zufolge eine Wegstation.

## Bevölkerung
| Jahr      | 1962 | 1968 | 1975 | 1982 | 1990 | 1999 | 2006 | 2017 |
| Einwohner | 1562 | 1648 | 1844 | 2137 | 2788 | 3428 | 4641 | 5025 |

Seit Beginn der 1960er Jahre kann die Gemeinde ein überdurchschnittliches Wachstum verzeichnen. Von 1962 bis zur Erhebung im Jahr 2006 verdreifachte sich die Einwohnerzahl mit Erstwohnsitz in Tourves.

## Städtepartnerschaft
Die Gemeinde pflegt eine Partnerschaft mit der italienischen Gemeinde Perinaldo in Ligurien.

## Wirtschaft
Die ursprüngliche Haupterwerbsquelle war die Landwirtschaft, in der vielfältige Produkte erzeugt wurden. Das Spektrum reichte vom Weinbau über Fisch- und Schneckenzucht bis zur Imkerei. Heute ist dieser Sektor stark rückläufig und wurde von Handel, Dienstleistung  und Gewerbe abgelöst. Ein wichtiger Zweig der industriellen Wirtschaft ist der Bauxitabbau.